# Église Saint-Marc de Trégunc
L’église Saint-Marc est une église situé dans la commune française de Trégunc, dans le Finistère.

## Historique
Le projet de construction de l'église Saint-Marc de Trégunc a mis près de six ans à se concrétiser. Dans une volonté d'accélérer le début des travaux, les vicaires de la paroisse, en l'absence du recteur, font tomber un pan de mur. Ce qui va effectivement entrainer le début de la construction de la nouvelle église. Les habitants de la paroisse lancent une souscription afin que l'église puisse bénéficier d'un revêtement en granite. La construction débute en 1865 d'après des plans totalement symétriques de l´architecte Joseph Bigot par les entrepreneurs concarnois Martineau et Bonduel. Ce sont les ateliers Lobin à Tours qui se chargent d'installer les verrières du chœur. Les travaux d'art ont été réalisés par Jean-Louis Le Naour. L'église est consacrée le 30 avril 1867.
Par la suite, un certain nombre de travaux supplémentaires sont effectués. Le cimetière qui juxtaposait l'église est transféré route de Pont-Aven. La sacristie octogonale est détruite par le recteur Canevet.
Les jardins du presbytère sont achetés par le maire Auguste Picart en 1960 afin d'y construire la nouvelle mairie.

## Description
La construction suit un plan en croix latine parfaitement symétrique de trois vaisseaux sur une direction est-ouest. Le plan de l'église est proche de celui de l'église Saint-Yves de Ploudaniel. L'église Saint-Marc comprend une nef de cinq travées. Avec le transept et le chœur, l'ensemble atteint la longueur de 60 mètres. Le chevet est composé de deux sacristies, côté nord et côté sud. À l'intérieur, le sol est recouvert de dalles en granite.

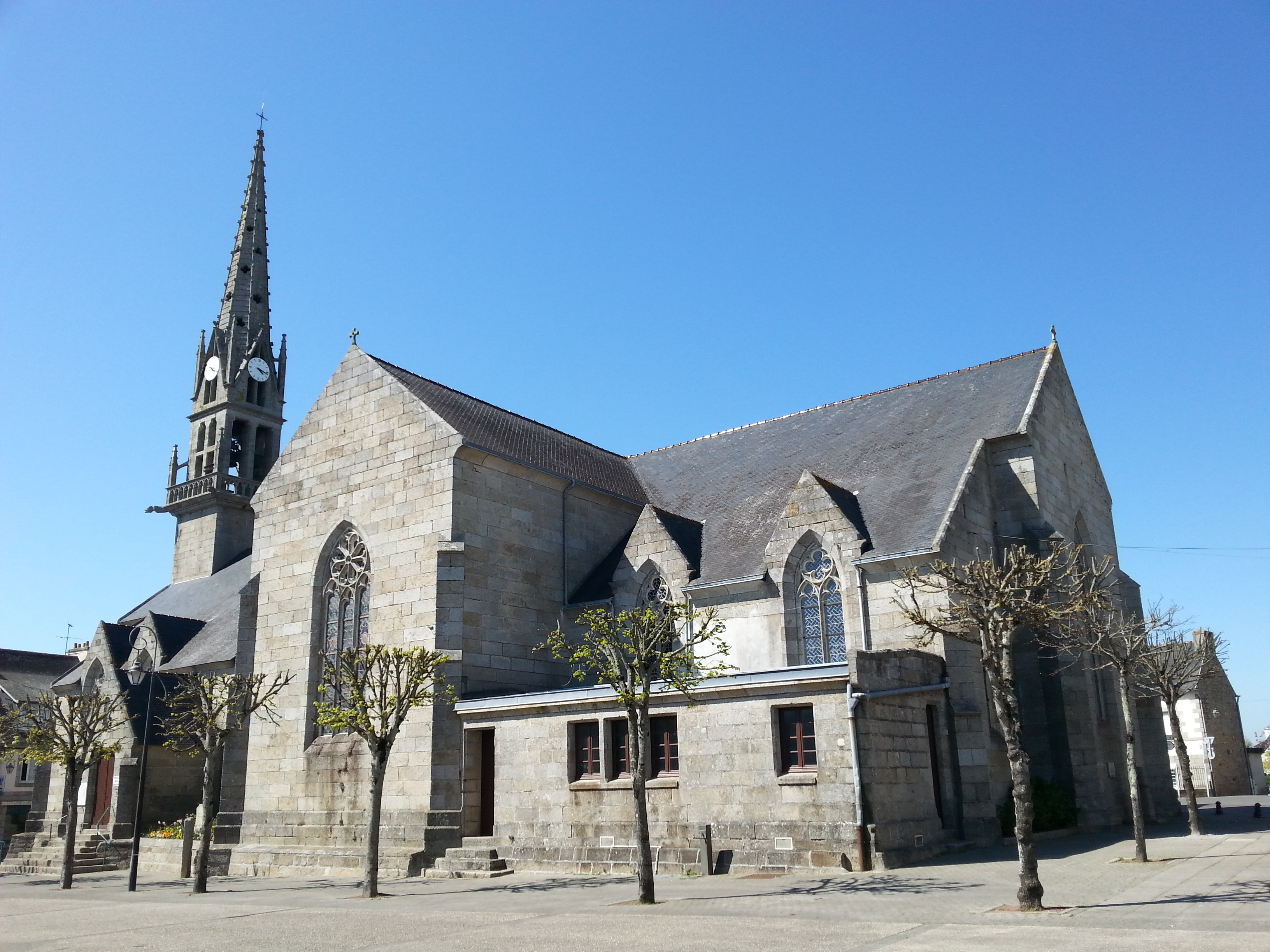
Église Saint-Marc
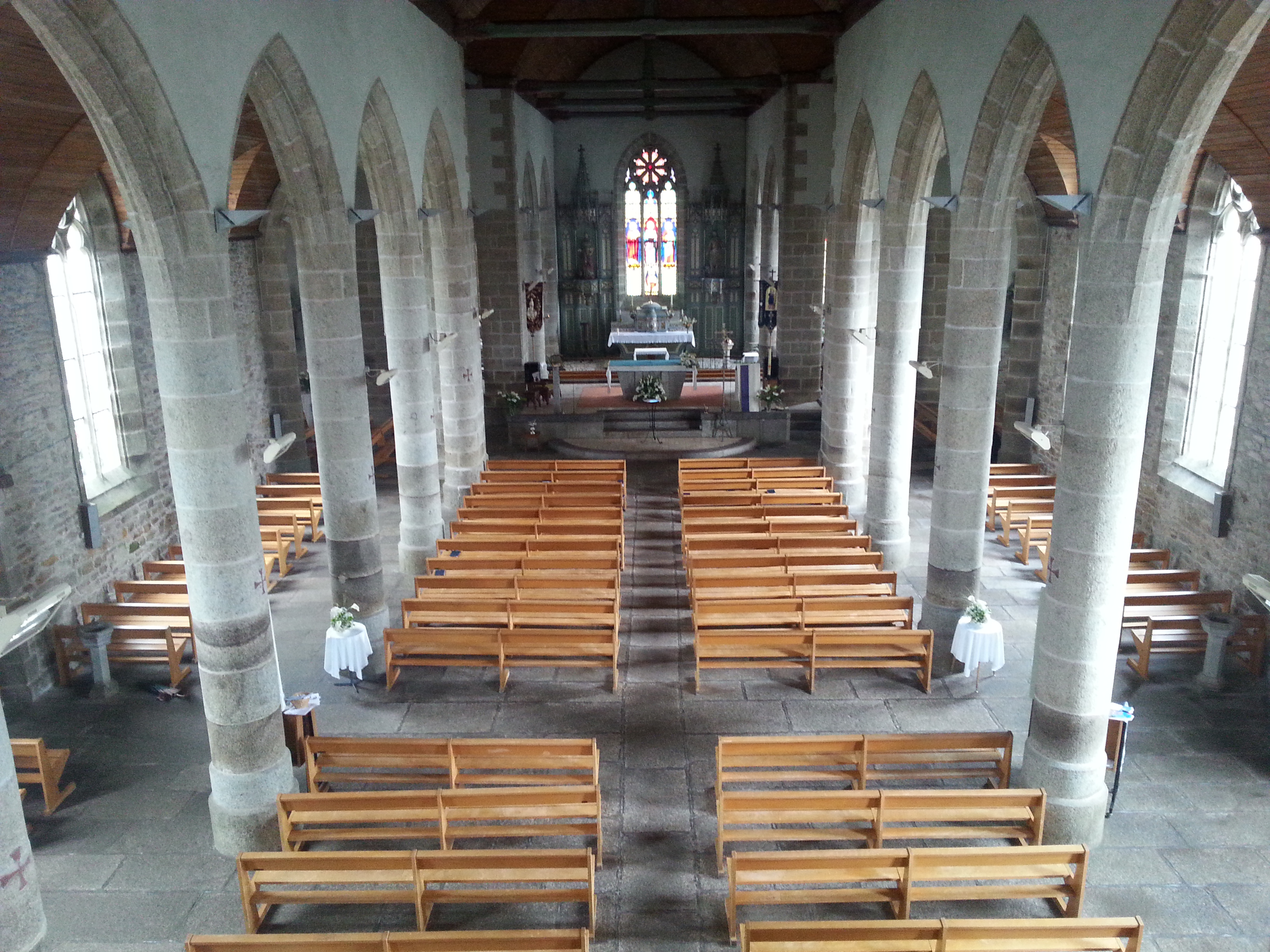
Intérieur
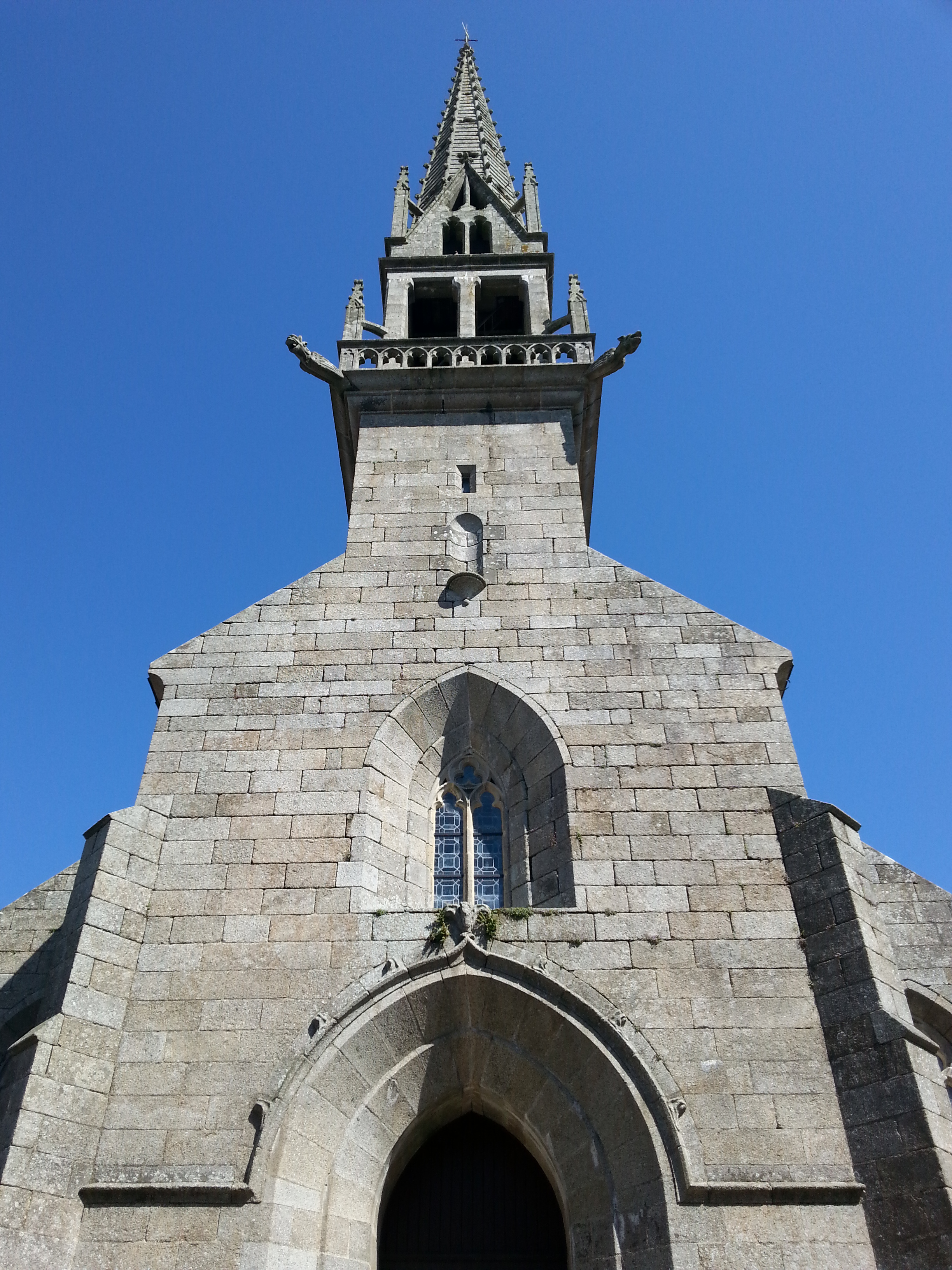
Façade occidentale